# Fédération française de trampoline et de sports acrobatiques
La Fédération française de trampoline et de sports acrobatiques (FFTSA)  —  sous le nom de Fédération française des sports au trampoline (FFST) de 1965 à 1985  — gère la pratique du trampoline en France jusqu'en 1996, date de sa fusion au sein de la Fédération française de gymnastique. À partir de 1983, elle intègre également celles du tumbling et de l'acrosport qui entraînent son changement de sigle.

## Historique

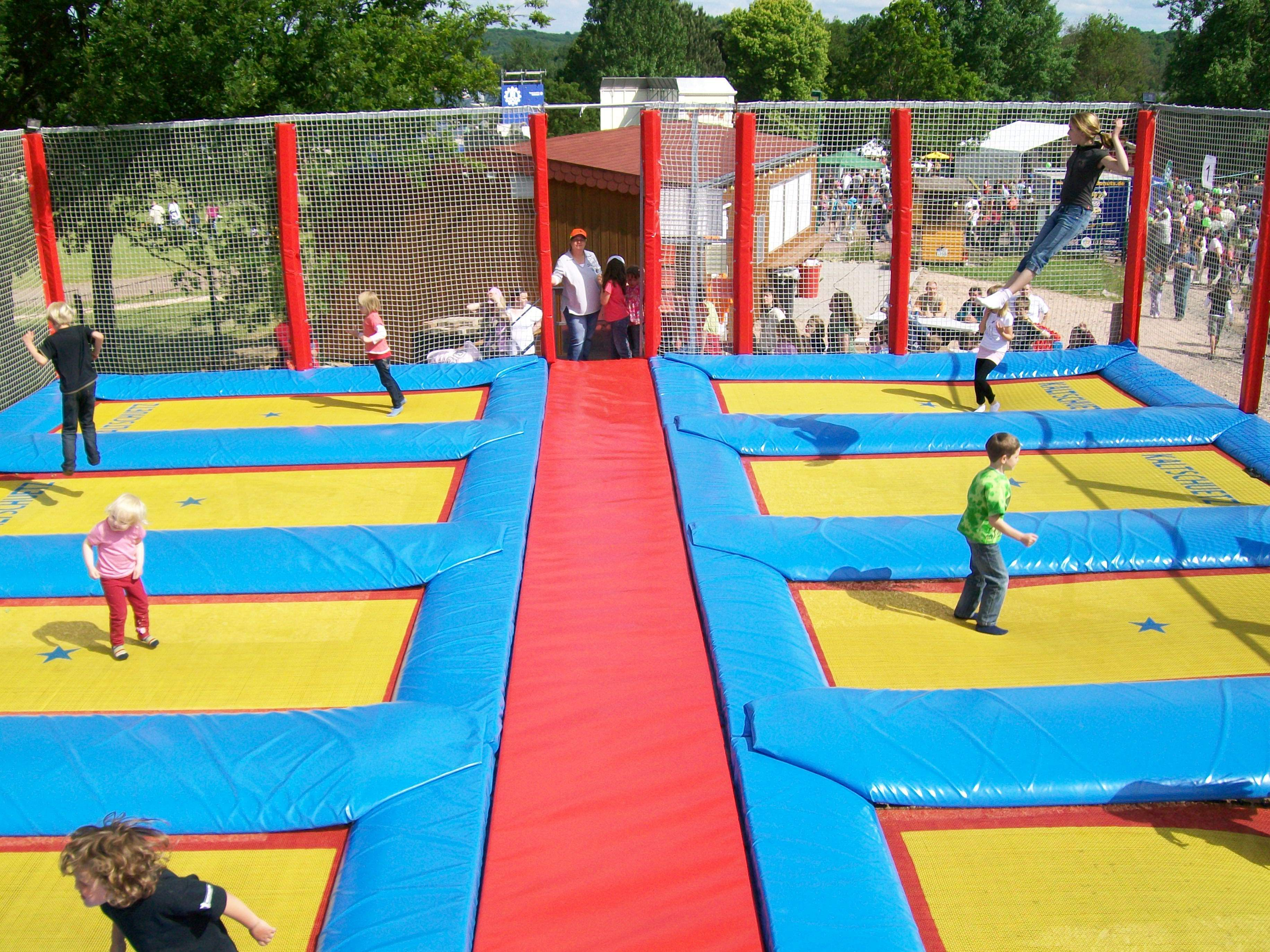
Trampoline : structure d'initiation sécurisée

La Fédération française des sports au trampoline (FFST) est fondée en 1965 par Bernard Ammon à la suite des tournées techniques et commerciales de l’entreprise Nissen en Europe depuis 1958 et à la création de la Fédération internationale de trampoline (FIT) en 1964. Rattachée à la FIT elle gère le trampoline en France. En 1966 à Pantin Danièle Magne et Paul Cheyrouze sont les premiers champions de France ; la première récidive l'année suivante, le second en 1968. En 1969 la FFST organise à Paris les premiers championnats d'Europe. Elle brille lors des suivants en 1971 à Gand où Jean-Michel Bataillon et Gilles Lebris terminent respectivement 1er et 2e, remportant de surcroit l'épreuve synchronisée alors que Véronique Richer-Bataillon remporte la médaille de bronze. À partir de là, avec Richard Tison, la France se positionne comme une nation majeure de la discipline et la fédération obtient en 1974 la nomination d'un directeur technique national (DTN) : Pierre Blois qui s'assure la collaboration de Michel Rouquette comme entraîneur national.
En 1983 la FFST adhère à la Fédération internationale des sports acrobatiques (FISA) grâce à Mathieu Roz, président du club de Merlebach, déjà membre de la commission des juges de la FISA à titre personnel qui facilite les contacts. La FFST intègre alors deux nouvelles disciplines : le tumbling et l'acrosport (aujourd'hui Gymnastique acrobatique). Avant de se consacrer au patinage artistique, Surya Bonaly acquiert le titre de championne du monde espoir de tumbling et participe à celui de vice-championne du monde senior par équipe avec Sandrine Vacher, Corinne Robert et Isabelle Jagueux en 1986. Lors de ces championnats de Paris les masculins avec Didier Semmola, Christophe Lambert, Philippe Chapus et Pascal Éouzan remportent également la médaille d'argent alors que Lionel Pioline est champion du Monde au trampoline. À la suite de l'organisation de ces championnats du monde de sports acrobatiques et sur proposition de Georges NISSEN, Pierre Blois est élu à la commission technique de la FISA la même année afin de rapprocher les deux règlements de tumbling. La fédération française est alors rebaptisée Fédération Française de Trampoline et de Sports Acrobatiques (FFTSA) et porte ce titre jusqu’à sa fusion avec la Fédération française de gymnastique (FFG) imposée par celle des fédérations internationales correspondantes en 1996 afin d'obtenir l'entrée de ces disciplines aux Jeux olympiques. Jusqu’à cette date elle organise les championnats de France correspondants.

## Championnats de France

### Trampoline

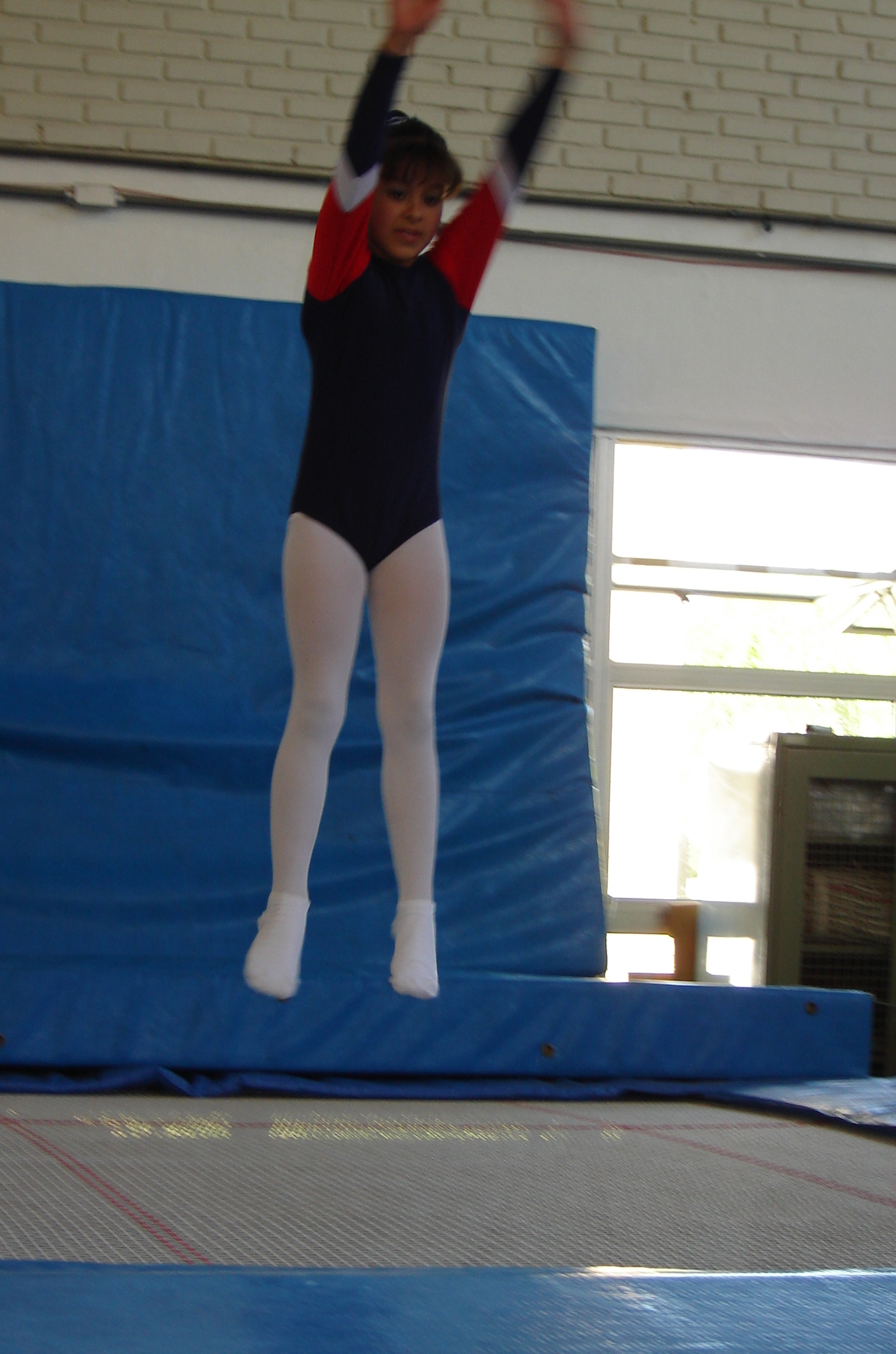
Trampoline : la chandelle

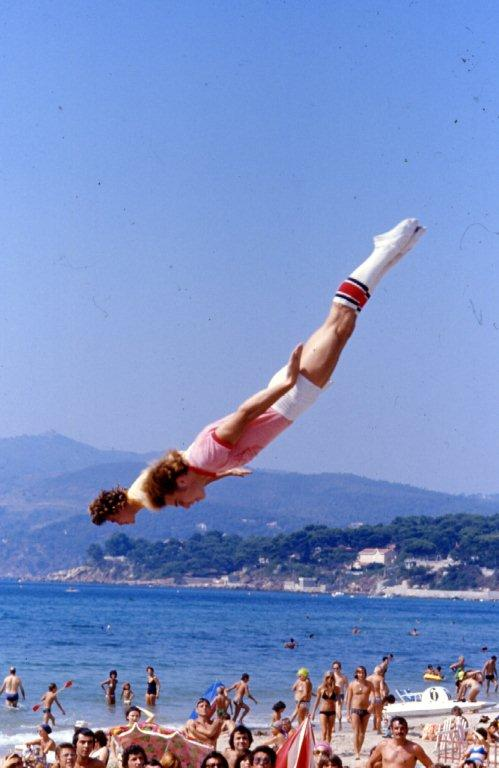
Trampoline : Démonstration synchronisée

| Année | Lieu   | Champion              | Championne       | Année | Lieu | Champion         | Championne            |
| ----- | ------ | --------------------- | ---------------- | ----- | ---- | ---------------- | --------------------- |
| 1966  | Pantin | Paul Cheyrouze        | Danièle Magne    | 1981  |      | Lionel Pioline   | Nadine Conte          |
| 1967  |        | Philippe Aubry        | Danièle Magne    | 1982  |      | Olivier Foulard  | Nadine Conte          |
| 1968  |        | Paul Cheyrouze        |                  | 1983  |      | Lionel Pioline   | Nadine Conte          |
| 1969  |        | Jean-Michel Bataillon |                  | 1984  |      | Lionel Pioline   | Nathalie Treil        |
| 1970  |        | Jean-Michel Bataillon |                  | 1985  |      | Lionel Pioline   | Nathalie Leroy        |
| 1971  |        | Jean-Michel Bataillon | Véronique Richer | 1986  |      | Lionel Pioline   | Nathalie Treil        |
| 1972  |        | Jean-Michel Bataillon | Véronique Richer | 1987  |      | Hubert Barthod   | Nathalie Treil        |
| 1973  |        | Gilles Lebris         | Véronique Richer | 1988  |      | Fabrice Schwertz | Nathalie Leroy        |
| 1974  |        | Richard Tison         | Martine Rigard   | 1989  |      | Fabrice Schwertz | Christelle Guidicelli |
| 1975  |        | Richard Tison         | Sophie Lamy      | 1990  |      | Hubert Barthod   | Nathalie Treil        |
| 1976  |        | Gilles Lebris         |                  | 1991  |      | Hervé Guerard    | Nathalie Treil        |
| 1977  |        | Gilles Lebris         | Véronique Richer | 1992  |      | Fabrice Schwertz | Nathalie Treil        |
| 1978  |        | Richard Tison         | Véronique Richer | 1993  |      | Fabrice Schwertz | Nathalie Treil        |
| 1979  |        | Gilles Lebris         | Véronique Richer | 1994  |      | Fabrice Schwertz | Alice Besseige        |
| 1980  |        | Lionel Pioline        | Nadine Conte     | 1995  |      | Emmanuel Durand  | Magali Trouche        |
|       |        |                       |                  | 1996  |      | David Martin     | Magali Trouche        |

### Tumbling

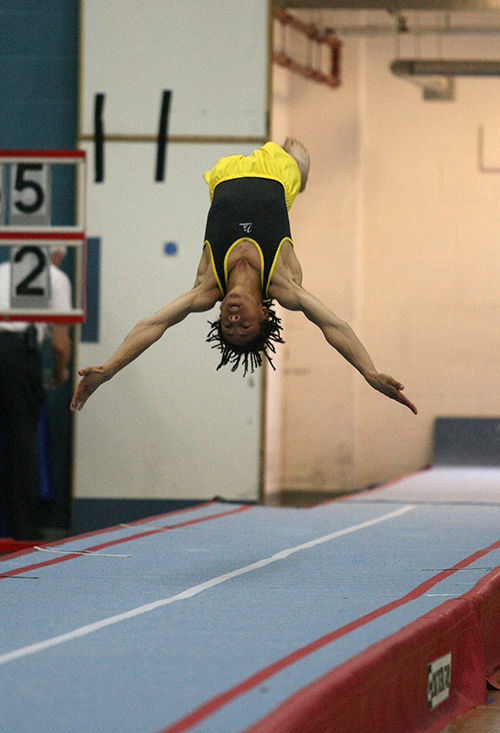
Exercice de tumbling par Jordan Ramos

| Année | Lieu | Champion       | Championne       | Année | Lieu | Champion           | Championne      |
| ----- | ---- | -------------- | ---------------- | ----- | ---- | ------------------ | --------------- |
| 1982  |      | Didier Semmola | Magali Lakiere   | 1990  |      | Pascal Éouzan      | Chrystel Robert |
| 1983  |      | Thierry Mallet | Magali Lakiere   | 1991  |      | Franck Salcines    | Chrystel Robert |
| 1984  |      | Didier Semmola | Isabelle Jagueux | 1992  |      | Pascal Éouzan      | Chrystel Robert |
| 1985  |      | Didier Semmola | Isabelle Jagueux | 1993  |      | Pascal Éouzan      | Chrystel Robert |
| 1986  |      | Pascal Éouzan  | Isabelle Jagueux | 1994  |      | Christophe Fréroux | Chrystel Robert |
| 1987  |      | Pascal Éouzan  | Isabelle Jagueux | 1995  |      | Nicolas Francillon | Chrystel Robert |
| 1988  |      | Didier Semmola | Katia Legentil   | 1996  |      | Christophe Fréroux | Chrystel Robert |
| 1989  |      | Pascal Éouzan  | Chrystel Robert  |       |      |                    |                 |

### Acrosport
| Année | Lieu | Duo mixte                   | Duo masculin                     | Duo féminin                  | Trio                                     | Quatuor                                                         |
| ----- | ---- | --------------------------- | -------------------------------- | ---------------------------- | ---------------------------------------- | --------------------------------------------------------------- |
| 1987  |      | P. Jovani/M. Rousseau       |                                  |                              | V. Creton / I. Morin / P. Niel           |                                                                 |
| 1988  |      |                             | G. Billard / Y. Lelogeais        | N. Huray / I. Morin          | Freret / I. Morin / P. Niel              |                                                                 |
| 1989  |      |                             | G. Billard / Y. Lelogeais        | E. Weingand / F. Richard     | C. Balvet / S. Debernardy / Z. Cordier   |                                                                 |
| 1990  |      |                             | A. Hommais / J-L. Voyeux         | M. Guerin / M. Avisse        | C. Boulon / S. Debernardy / Z. Cordier   |                                                                 |
| 1991  |      | E. Weingand / F. David      |                                  | M. Guerin / M. Avisse        | C. Messina / C. Balvet / F. Richard      |                                                                 |
| 1992  |      | E. Weingand / F. David      | R. Chal De Beauvais / J. Le Baut | S. Jeanvoine / V. Joret      | A. Laslaz / F. Richard / C. Schwertz     | H. Chal de Beauvais / T. Maussier / F. Berthet / R. Montbaudoin |
| 1993  |      | N. Maitre / R. Antoine      | F. Novel / F. Boulon             | P. Bataillon / C. Bataillon  | C. Balvet / S. De Bernardy / C. Boulon   | H. Chal de Beauvais / T. Maussier / F. Berthet / R. Montbaudoin |
| 1994  |      | E. Bonnavaud / S. Soldevila | F. David / F. Boulon             | M. Rousier / L. Rousier      | C. Maerten / F. Rouquette / M. Neyen     | H. Chal de Beauvais / T. Maussier / F. Berthet / R. Montbaudoin |
| 1995  |      | E. Bonnavaud / S. Soldevila | R. Chal de Beauvais / J. Le Baut | M. Rousier / L. Rousier      |                                          |                                                                 |
| 1996  |      | E. Bonnavaud / S. Soldevila | G. Billard / F. Berthet          | V. Lestringuez / B. Martinez | C. Maerten / F. Rouquette / N. Riberpray |                                                                 |

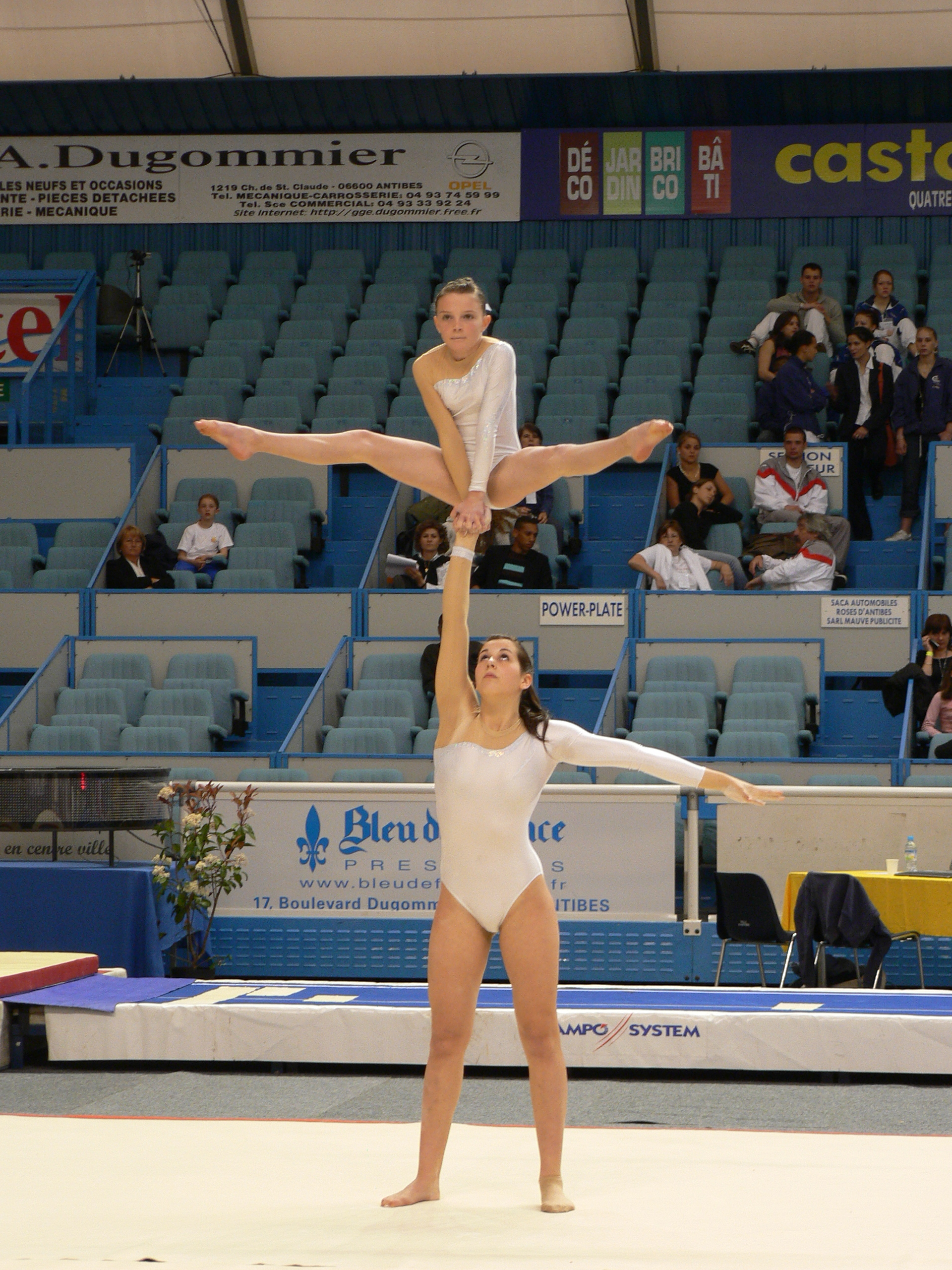
Acrosport : duo féminin

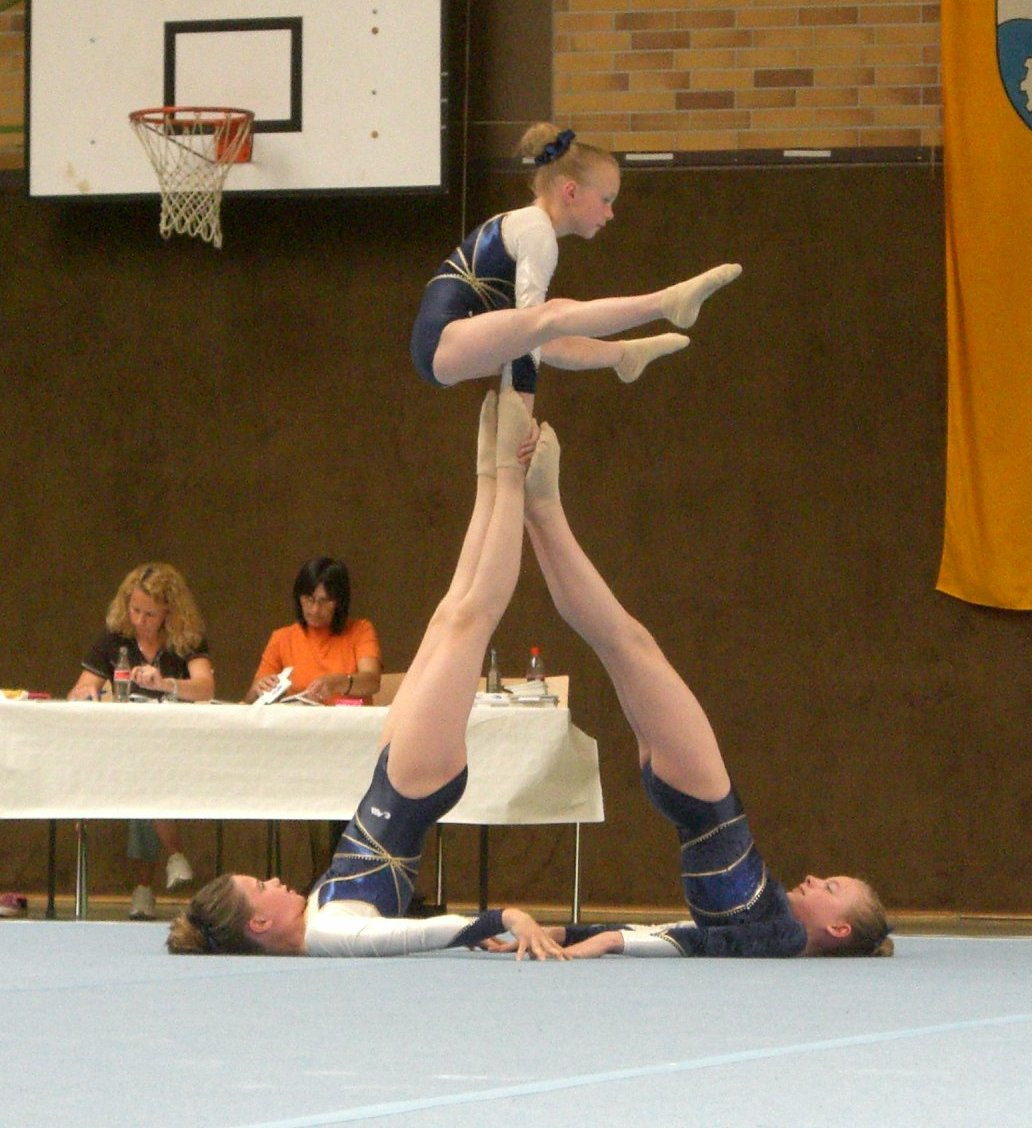
Acrosport : trio féminin

À partir de 1996, ces trois championnats sont organisés sous l’égide de la FFG après fusion des deux fédérations. Celle-ci découle de celle des fédérations internationales concernées, condition imposée par le Comité international olympique (CIO) pour la participation ultérieure de ces disciplines aux Jeux olympiques.

## Palmarès international
La FFTSA remporte de nombreux titres de champions d’Europe et du monde :

### LaFFTSAaux championnats du monde de trampoline
- : champions du monde par équipe en 1982 ;
- : Jean-Michel Bataillon en 1971, Richard Tison en 1974 et 1976, Lionel Pioline en 1984 et 1986 ;
- : vice-champions du monde par équipe en 1986, 1992 et 1996 ;
- : vice-champions du monde en synchronisé en 1980, 1986 et 1996 ;
- : Gilles Lebris en 1970, Véronique Richer en 1972, Emmanuel Durand en 1996.

### LaFFTSAaux championnats d'Europe de trampoline
- : champions d'Europe en synchronisé en 1971 ;
- : Jean-Michel Bataillon en 1971, Richard Tison en 1973, Fabrice Schwertz en 1993 ;
- : vice-champions d’Europe par équipe en 1985, 1993 et 1995 ;
- : Gilles Lebris en 1971, Lionel Pioline en 1985, Fabrice Schwertz en 1995.

### LaFFTSAaux championnats du monde de tumbling

#### Hommes
- : champions du monde par équipe en 1988 et 1990 ;
- : Pascal Éouzan en 1988 et 1990 ;
- : vice-champions du monde par équipe en 1986 et 1996 ;
- : Didier Semmola en 1986.

#### Femmes
- : championnes du monde par équipe en 1990, 1992, 1994 et 1996 ;
- : Chrystel Robert en 1990, 1992, 1994 et 1996 ;
- : vice-championnes du monde par équipe en 1986 ;
- : Sandrine Vacher en 1986, Chrystel Robert en 1988, Corinne Robert en 1990, Christelle Giroud en 1994.

### LaFFTSAaux championnats d'Europe de tumbling

#### Hommes
- : champions d'Europe par équipe en 1985 et 1987 ;
- : vice-champions d'Europe par en équipe en 1989 ;
- : Pascal Éouzan en 1985, 1987, 1989 et 1993 ;
- : Didier Semmola en 1985 et 1987.

#### Femmes
- : championnes d'Europe par équipe en 1985, 1987, 1989 et 1991 ;
- : Isabelle Jagueux en 1985 et 1987, Corinne Robert en 1989 et 1991, Chrystel Robert en 1993, 1995 et 1997 ;
- : Sandrine Vacher en 1985, Muriel Broudsocq en 1987, Chrystel Robert en 1989 et 1991, Corinne Robert en 1995.